# Charles Tatham
Charles Tatham (Nueva York, 3 de septiembre de 1854-Manhattan, 24 de septiembre de 1939) fue un deportista estadounidense que compitió en esgrima, especialista en las modalidades de florete y espada. Participó en los Juegos Olímpicos de San Luis 1904, obteniendo en total tres medallas, dos de plata y una de bronce.

## Palmarés internacional
| Juegos Olímpicos | Juegos Olímpicos          | Juegos Olímpicos  | Juegos Olímpicos    |
| Año              | Lugar                     | Medalla           | Prueba              |
| ---------------- | ------------------------- | ----------------- | ------------------- |
| 1904             | San Luis (Estados Unidos) | Medalla de plata  | Espada individual   |
| 1904             | San Luis (Estados Unidos) | Medalla de plata  | Florete por equipos |
| 1904             | San Luis (Estados Unidos) | Medalla de bronce | Florete individual  |